# Javier Aramendia
Francisco Javier Aramendia Llorente (Funes, Navarra, 5 de diciembre de 1986) es un ciclista español.
Sus primeras pedaladas como ciclista las dio en el Club Ciclista Peraltes y, como aficionado y juvenil corrió en el Caja Rural Burunda de Alsasua donde en 2006 ganó el Campeonato de Navarra sub-23, en Javier. Debutó como profesional en el año 2007 con el equipo Orbea.

## Palmarés
2013
- Premio de la combatividad en la Vuelta a España [2]

## Resultados en Grandes Vueltas
Durante su carrera deportiva consiguió los siguientes puestos en las Grandes Vueltas:
| Carrera | Carrera         | 2007 | 2008 | 2009 | 2010 | 2011  | 2012  | 2013  | 2014 | 2015 | 2016 |
| ------- | --------------- | ---- | ---- | ---- | ---- | ----- | ----- | ----- | ---- | ---- | ---- |
|         | Giro de Italia  | —    | —    | —    | —    | 115.º | —     | —     | —    | —    | —    |
|         | Tour de Francia | —    | —    | —    | —    | —     | —     | —     | —    | —    | —    |
|         | Vuelta a España | —    | —    | —    | —    | —     | 170.º | 118.º | 98.º | —    | —    |

―: no participa

## Equipos
- Orbea (2007)
- Euskaltel-Euskadi (2008-2011)
- Caja Rural (2012-2016)
  - Caja Rural (2012-2013)
  - Caja Rural-Seguros RGA (2014-2016)